# Young Guns Tour
Die Young Guns Tour war eine Co-Headlinertournee der US-amerikanischen Rockbands Mammoth WVH und Dirty Honey.

## Entstehung
Am 3. November 2021 wurde die Tournee angekündigt. Beide Bands spielten bereits im September 2020 ein Konzert zusammen. Nach diesem Auftritt hätten beide Bands laut Mammoth-WVH-Sänger Wolfgang Van Halen gewusst, dass dies ein „großartiges Paket“ für eine Tournee durch die Vereinigten Staaten wäre. Darüber hinaus hätten beide Bands den gleichen Manager. Auf der Young Guns Tour wechseln sich beide Bands mit den Positionen ab, das heißt mal spielen Mammoth WVH vor Dirty Honey, mal ist es umgekehrt. Bei einigen Konzerten trat noch eine dritte Band auf. Ursprünglich umfasste die Tournee 30 Konzerte, von denen 29 in den Vereinigten Staaten und eines in Kanada stattfinden sollten. Die Tour sollte am 18. Januar 2022 in Philadelphia beginnen und am 5. März 2022 in Indio enden. Durch die andauernde COVID-19-Pandemie wurden die Pläne geändert. Alle Konzerte vor dem am 20. Februar 2022 in Denver wurden auf Termine nach dem 5. März 2022 verschoben. Das für den 28. Januar 2022 geplante Konzert in Portland musste abgesagt werden, dafür kamen drei neue Termine hinzu, so dass die Tournee nun 32 Konzerte umfasst. Mammoth WVH mussten am 5. April ihre weitere Teilnahme an der Tour absagen, nachdem sich einige Mitglieder der Band und der Crew positiv auf COVID-19 getestet wurden. Dirty Honey setzten die Tour alleine fort und spielten längere Sets.

## Konzerte
Soweit nicht anders angegeben fanden die Konzerte in den Vereinigten Staaten statt. Rot unterlegte Konzerte fanden ohne Mammoth WVH statt.
| Datum       | Stadt          | Bundesstaat    | Veranstaltungsort       | Weitere Band       |
| ----------- | -------------- | -------------- | ----------------------- | ------------------ |
| 20. Februar | Denver         | Colorado       | Ogden Theatre           |                    |
| 21. Februar | Salt Lake City | Utah           | The Complex             |                    |
| 22. Februar | Boise          | Idaho          | Revolution              |                    |
| 24. Februar | Las Vegas      | Nevada         | House of Blues          | The Warning        |
| 25. Februar | Sacramento     | Kalifornien    | Ace of Spades           |                    |
| 1. März     | San Diego      | Kalifornien    | House of Blues          | S8nt Elektric      |
| 2. März     | Los Angeles    | Kalifornien    | The Wiltern             |                    |
| 4. März     | Tempe          | Arizona        | The Marquee             |                    |
| 5. März     | Indio          | Kalifornien    | Fantasy Casino          |                    |
| 9. März     | Dallas         | Texas          | House of Blues          |                    |
| 10. März    | San Antonio    | Texas          | Aztec Theatre           |                    |
| 12. März    | Oklahoma City  | Oklahoma       | Diamond Ballroom        |                    |
| 13. März    | Kansas City    | Missouri       | Uptown Theatre          |                    |
| 15. März    | Milwaukee      | Wisconsin      | The Rave                |                    |
| 16. März    | Chicago        | Illinois       | House of Blues          |                    |
| 18. März    | Columbus       | Ohio           | The Bluestone           |                    |
| 20. März    | Pittsburgh     | Pennsylvania   | Roxian Theatre          |                    |
| 21. März    | Fort Wayne     | Indiana        | Piere’s                 |                    |
| 23. März    | Royal Oak      | Michigan       | Royal Oak Music Theatre |                    |
| 24. März    | Toronto        | Ontario        | Danforth Music Hall     |                    |
| 26. März    | Boston         | Massachusetts  | Big Night Live          |                    |
| 27. März    | New Haven      | Connecticut    | Toad’s Place            |                    |
| 28. März    | New York City  | New York       | Webster Hall            |                    |
| 30. März    | Sayreville     | New Jersey     | Starland Ballroom       |                    |
| 31. März    | Philadelphia   | Pennsylvania   | The Fillmore            |                    |
| 1. April    | Baltimore      | Maryland       | Rams Head Live          |                    |
| 5. April    | Raleigh        | North Carolina | The Ritz                |                    |
| 6. April    | Charlotte      | North Carolina | The Fillmore            | Classless Act      |
| 8. April    | Nashville      | Tennessee      | Marathon Music Works    | Naked Gypsy Queens |
| 9. April    | Dothan         | Alabama        | The Plant               |                    |
| 10. April   | Orlando        | Florida        | Hard Rock Orlando       | Naked Gypsy Queens |
| 12. April   | Atlanta        | Georgia        | Tabernacle              |                    |

## Setlists
| Mammoth WVH (20. Februar 2022) 1. Mammoth 2. Mr. Ed 3. Epiphany 4. Talk & Walk 5. Horribly Right 6. You’ll Be the One 7. Stone 8. I Don’t Know at All 9. Think It Over 10. You’re to Blame 11. Distance 12. Don’t Back Down | Dirty Honey (20. Februar 2022) 1. Gypsy 2. Break You 3. Heartbreaker 4. The Wire 5. Fire Away 6. Tied Up 7. Down the Road 8. California Dreamin’ 9. Let’s Go Crazy 10. Another Last Time 11. Bass Solo 12. Drum Solo 13. Guitar Solo 14. When I’m Gone 15. Rolling 7s |

Im Verlauf der Tournee spielten Mammoth WVH noch das bislang unveröffentlichte Lied I Don’t Knot It All sowie eine Coverversion des Liedes Them Bones, im Original von Alice in Chains. Nach dem Tod des Foo-Fighters-Schlagzeuger Taylor Hawkins spielten Mammoth WVH am 26. März 2022 in Boston das Lied My Hero. Dirty Honey bauten bei ihrem Konzert am 2. März 2022 in Los Angeles das Lied Ten Years Gone von Led Zeppelin in das Gitarren-Solo ein. Beim Konzert in New York City am 29. März 2022 spielte der ehemalige Eishockey-Profi Henrik Lundqvist als Gastgitarrist mit Dirty Honey das Lied The Wire. Zwei Tage später coverten Dirty Honey in Philadelphia das AC/DC-Lied Shoot to Thrill anlässlich des 67. Geburtstags von Angus Young.

## Persönlichkeiten
| Mammoth WVH - Wolfgang Van Halen – Gesang, Gitarre - Frank Sidoris – Gitarre - Jon Jourdan – Gitarre - Ronnie Ficarro – Bass - Garrett Whitlock – Schlagzeug | Dirty Honey - Marc LaBelle – Gesang - John Notto – Gitarre - Justin Smolian – Bass - Corey Coverstone – Schlagzeug |

## Rezeption
Jared Stossel von Onlinemagazin Shameless Promo bezeichnete das Konzert in Sacramento als „eine der besten Shows des Jahres“, von der er völlig zufriedengestellt nach Hause ging. Beide Bands hätten „länger als jeweils eine Stunde spielen können“. Alex Kluft vom Bass Magazine schrieb über das Konzert in Los Angeles, dass die „Zukunft des Rocks hier wäre“ und die beiden Bands dazu gehören. Matt Bishop vom Onlinemagazin The Rock Revival schrieb über das Konzert in Philadelphia, dass die Tournee „eine Wachablösung“ darstellt und das beide Bands „den Rock ’n’ Roll bewahren“ und „die neuen Fackelträger“ des Genres wären. Traditioneller Rock wäre „lebendig und gesund“.